# Claude Terrasse

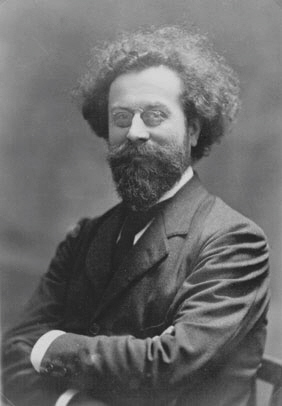
Claude Terrasse

Claude Terrasse (* 27. Januar 1867 in L’Arbresle; † 30. Juni 1923 in Paris) war ein französischer Operettenkomponist.
Terrasse studierte am Konservatorium von Lyon. Dort leitete er eine Kornettistengruppe, die mit dem Orchester des Grand-Théâtre der Stadt auftrat. Er hatte Unterricht in Harmonielehre bei Alexandre Luigini und Orgelunterricht bei Paul Trillat. Später studierte er an der École Niedermeyer bei Alexandre Georges und Eugène Gigout. Hier lernte er auch Charles Bonnard, den Bruder des Malers Pierre Bonnard kennen, dessen Schwester Andrée er 1890 heiratete.
Er wirkte zunächst als Klavierlehrer in Arcachon und trat mit seiner Frau in verschiedenen kammermusikalischen Formationen als Pianist auf. In dieser Zeit entstanden seine Petit scènes familières für Klavier, die mit Illustrationen seines Schwagers Pierre Bonnard veröffentlicht wurden. Im Jahre 1896 wurde er als Organist an die Orgel von La Trinité nach Paris berufen. Hier wurde er als Komponist der Schauspielmusik zu Alfred Jarrys Ubu Roi in der Pariser Avantgarde bekannt. Im Umkreis des Théâtre des Pantins, eines Marionettentheaters, arbeitete er außer mit Jarry mit Franc-Nohain, A. F. Herold und den Malern der Gruppe Les Nabis zusammen.
1900 begann mit La Petite Femme de Loth nach einem Libretto von Tristan Bernard seine Laufbahn als Operettenkomponist. Seinen ersten bedeutenden Erfolg hatte er im Folgejahr mit Les Travaux d'Hercule nach Robert de Flers und Gaston Arman de Caillavet. Sein wichtigster Librettist wurde Georges Courteline.
Operettenparodien komponierte Terrasse u. a. nach Texten seiner Freunde Franc-Nohain und A. F. Herold, auch Jarry schrieb mit Eugène Demolder ein Libretto für ihn. Mit La Mariage de Télémaque (nach Jules Lemaître und Maurice Donnay) fand er 1910 Eingang in die Pariser Opéra-Comique. Insgesamt komponierte Terrasse fast dreißig Operetten.